# Michele Vedani
Michele Vedani, född 1874 i Milano, död 1969, var en italiensk skulptör.
Michele Vedanis far var stenhuggare och utvandrade 1892 med sin familj till USA. Michele Vedani återvände senare till Italien och utbildade sig i Milano vid Accademia di belle arte di Brera för skulptören  Enrico Butti (1847–1932).
Han har utfört ett antal offentliga skulpturer i bland annat Milano på Cimetero monumentale, samt i Esino Lario, där också en liten park och en grundskola namngivits efter honom. I Lecco har han utfört det nationalmonument som är tillägnat geologen Antonio Stoppani (1824–91).

## Offentliga verk i urval
- Monumento a Stoppani, 1927, torget i Lecco
- Il viale della Croce, 1939–40, en serie skulpturer som illustrerar Jesu lidandes väg, mellan Chiasetta di San Nicolao och Chiesa di San Vittore i Eniro Lario